# Marc Audineau
Marc Audineau (Levallois-Perret, 2 de junio de 1971) es un deportista francés que compitió en vela en la clase 49er. Ganó tres medallas de bronce en el Campeonato Europeo de 49er entre los años 1997 y 2004.

## Palmarés internacional
| \| Campeonato Europeo \| Campeonato Europeo \| Campeonato Europeo \| Campeonato Europeo \| \| Año \| Lugar \| Medalla \| Clase \| \| ------------------ \| ---------------------- \| ------------------ \| ------------------ \| \| 1997 \| Weymouth (Reino Unido) \| Medalla de bronce \| 49er \| \| 1999 \| Cascaes (Portugal) \| Medalla de bronce \| 49er \| \| 2004 \| Torbole (Italia) \| Medalla de bronce \| 49er \| |                        |                   |       |
| Campeonato Europeo |                        |                   |       |
| Año | Lugar                  | Medalla           | Clase |
| 1997 | Weymouth (Reino Unido) | Medalla de bronce | 49er  |
| 1999 | Cascaes (Portugal)     | Medalla de bronce | 49er  |
| 2004 | Torbole (Italia)       | Medalla de bronce | 49er  |